# Panadelsuppe

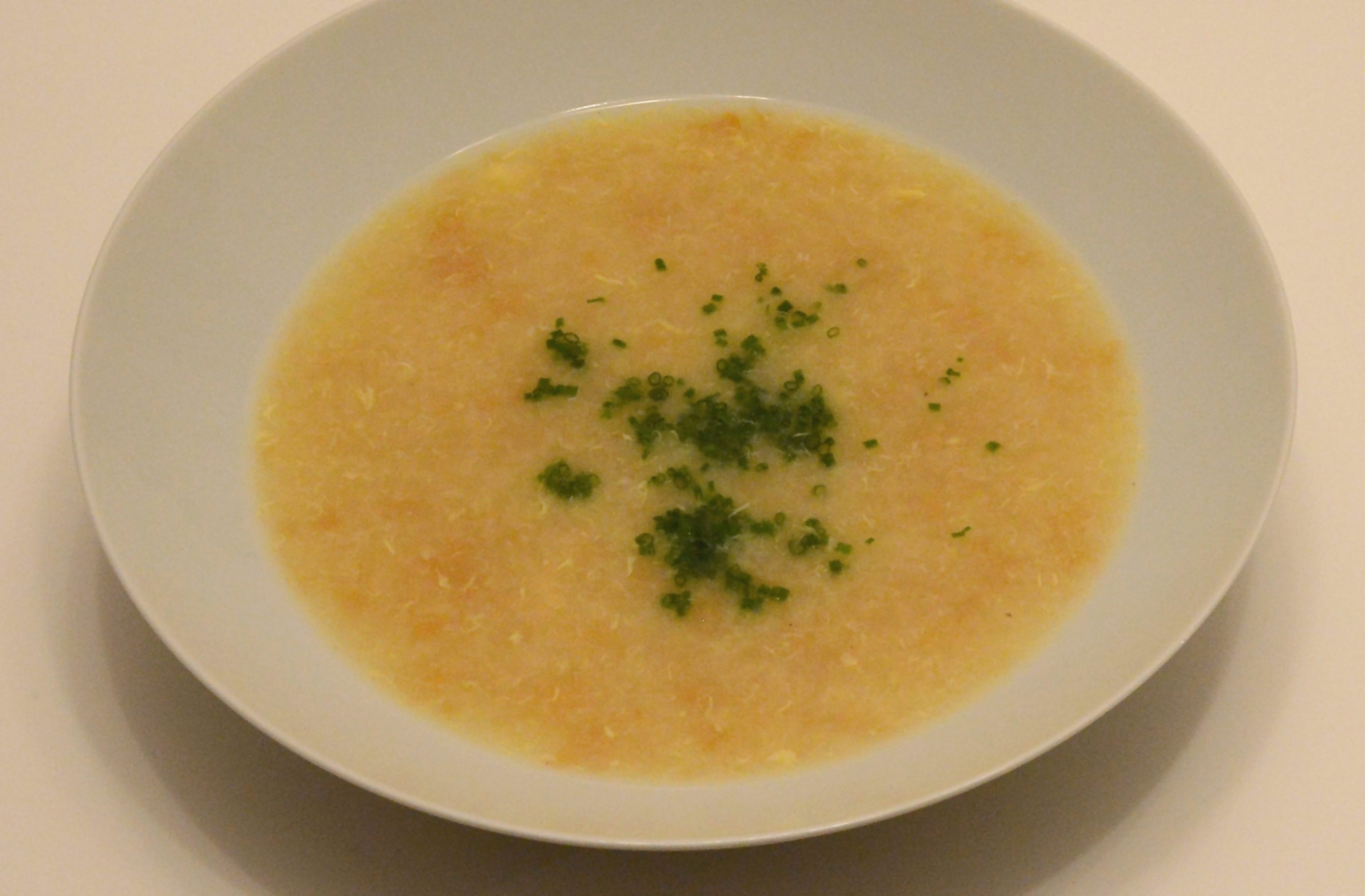
Panadelsuppe

Panadelsuppe (auch Panadlsuppe) ist ein Gericht der traditionellen österreichischen Küche, das im Wesentlichen mit Suppe, Semmeln und Eiern zubereitet wird.

## Name
In dem Wort „Panadel“ klingt auch das lateinische Wort panis (Brot) an, die Benennung für diese Suppe wurde jedoch aus dem Französischen übernommen. „Panadel“ ist das eingewienerte Wort für das französische Wort „panade“ (Brotsuppe). Die Vorliebe für das Französische reicht in Wien auf das 18. Jahrhundert zurück, wo zu jener Zeit am Wiener Hof der Einfluss des Italienischen durch das Französische verdrängt wurde. Infolgedessen wurden französische Wörter, wie im Falle der Panadelsuppe, auch für den kulinarischen Bereich übernommen.

## Klassische Zubereitung
Die klassische Panadelsuppe wird aus Rindsuppe und altbackenen Semmeln zubereitet. Die Semmelstückchen werden beim Kochvorgang verquirlt, bis sie in kleine Flocken zerfallen sind. Am Schluss wird die Suppe vom Herd genommen und mit versprudeltem Ei legiert. In Rezepten der jüngeren Kochbuchliteratur zur österreichischen Küche wird die Panadelsuppe mit einer Prise Muskatnuss sowie Pfeffer abgeschmeckt und vor dem Anrichten mit fein gehacktem Schnittlauch bestreut.

## Varianten
In Oberösterreich, wo die Panadelsuppe auch „Bahsupp’n“ heißt, werden die in dünne Scheiben geschnittenen Semmeln zunächst gebäht (daher die Bezeichnung „Bahsupp’n“) und hernach in die kochende Fleischsuppe, Selchsuppe oder Rindsuppe eingebracht. Um dem Gericht Röstnuancen hinzuzufügen, werden die Semmelstückchen bei manchen Rezepten auch in anderen Gegenden vorab im Backrohr respektive in Butter geröstet. Außer Butter spielt zuweilen auch Sauerrahm als Zutat eine Rolle. Im Donauland Kochbuch von Alfred Kofranek, einem Klassiker der jüngeren Kochbuchliteratur zur österreichischen Küche, werden die Semmeln entrindet und der Suppe auch noch in heißem Fett angeröstete, feingehackte Zwiebelstückchen beigegeben. Darüber hinaus gibt es Rezepte, bei denen die Panadelsuppe mit Wein verfeinert wird. Anstelle von Rindsuppe wird als Basis für die Panadelsuppe auch Gemüsesuppe verwendet.

## Schonkost und Diätküche
Bereits in der Frühen Neuzeit ist für Wien die Panadelsuppe als Spitalskost bezeugt. Noch um die Mitte des 20. Jahrhunderts wurde die Panadelsuppe auch als spezielle Kost für Kleinkinder sowie als Schonkost für Kranke und Rekonvaleszente empfohlen. In Oberösterreich wird Panadelsuppe diätetisch vor allem der Wöchnerin verabreicht.